# Acció Democràtica (1976)
Acció Democràtica (AD) fou un partit polític creat el març de 1976 per Josep Maria Figueras i Bassols i Jorge Trías Sagnier, format i dominat per membres de la nova burgesia barcelonina forjada en els negocis immobiliaris impulsats per Josep Maria de Porcioles. Tenia una ideologia liberal i barrejava mitjans econòmics i estil empresarial. Intentà disputar l'espai polític de l'antiga Lliga Catalana, raó per la qual el setembre de 1976 es fusionà amb la Lliga Liberal Catalana per a formar la Lliga de Catalunya-Partit Liberal Català de cara a les futures eleccions generals espanyoles de 1977.